# Agócs Sándor
Agócs Sándor (Jánoshalma, 1957. január 18. –) magyar költő, író, szerkesztő, kritikus, bibliográfus.

## Életpályája
1975-1987 között Kecskeméten építőipari technológusként dolgozott. 1992 óta az Antológia Kiadó és Nyomda Kft. ügyvezető igazgatója és felelős szerkesztője.

## Munkássága
Verseit 1980-tól folyóiratokban publikálja, szerepel több antológiában, és harminc év alatt három önálló verseskönyvét adták ki (Háttér, Forgató idő, Ördöglakat a számon). A lakitelki Antológia Kiadó és Nyomda Kft. vezetőjeként és szerkesztőjeként száznál több művet segített az olvasók elé tárni, jelentősen háttérbe szorítva ezzel saját munkásságát.

## Művei
- A Fiatal Írók József Attila Körének lexikona (1985)
- Csönd, ének, csönd... Buda Ferenc ötven esztendős; bibliográfia, szerk. Agócs Sándor; Magyar-Finn Kulturális Egyesület, Kecskemét, 1987
- Hónak kéne esni. Agócs Sándor, Szöllősi Zoltán, Újházy László versei; bev. Pozsgay Imre, a költőket bemutatja Vasy Géza; Széphalom Könyvműhely, Bp., 1989 (Jánoshalmi füzetek)
- Csoóri Sándor (bibliográfia, 1990)
- Forgató idő; Kozmosz Könyvek, Bp., 1990
- Háttér. Második könyv; Kráter Műhely Egyesület, Bp., 1995
- Nemzet és biztonság. Jegyzőkönyv; szerk. Agócs Sándor; Antológia, Lakitelek, 2000 Lakitelek (Hazai műhely)
- Nemzet és egészség. Jegyzőkönyv; szerk. Agócs Sándor; Antológia, Lakitelek, 2000 Lakitelek (Hazai műhely)
- Nemzet és föld. Jegyzőkönyv; szerk. Agócs Sándor; Antológia, Lakitelek, 2000 Lakitelek (Hazai műhely)
- Nemzet és gazdaság. Jegyzőkönyv; szerk. Agócs Sándor; Antológia, Lakitelek, 2000 Lakitelek (Hazai műhely)
- Nemzet és iskola. Jegyzőkönyv; szerk. Agócs Sándor; Antológia, Lakitelek, 2000 Lakitelek (Hazai műhely)
- Nemzet és kultúra. Jegyzőkönyv; szerk. Agócs Sándor; Antológia, Lakitelek, 2000 Lakitelek (Hazai műhely)
- Nemzet és média. Jegyzőkönyv; szerk. Agócs Sándor; Antológia, Lakitelek, 2000 Lakitelek (Hazai műhely)
- Nemzet és tudomány. Jegyzőkönyv; szerk. Agócs Sándor; Antológia, Lakitelek, 2000 Lakitelek (Hazai műhely)
- A tiszakécskei plébános. Gémes Mihály 90 esztendős; szerk. Agócs Sándor; Antológia, Lakitelek, 2001
- A magyarság esélyei. A tanácskozás hiteles jegyzőkönyve. Lakitelek, 1987. szept. 27.; szerk. Agócs Sándor, Medvigy Endre; 2. kiad.; Antológia, Lakitelek, 2002
- A lakiteleki általános iskola jubileumi évkönyve, 1856–2006/2007; szerk. Agócs Sándor; Antológia, Lakitelek, 2007
- Fiatal Írók Találkozója. Lakitelek, 1979–2009; szerk. Tóth Erzsébet, Agócs Sándor; Antológia, Lakitelek, 2009 + CD
- Könyveink könyve. 20 éves az Antológia Kiadó. Megjelent könyveink; szerk. Agócs Sándor; Antológia, Lakitelek, 2010
- Ördöglakat a számon. Versek; Antológia, Lakitelek, 2010
- Élő Antológia. Lakitelek, 1985. október 22.; szerk. Agócs Sándor; Antológia, Lakitelek, 2011
- Könyveink könyve, 2017. Megjelent könyveink; szerk. Agócs Sándor, bev. Bíró Zoltán; Antológia, Lakitelek, 2017
- Lepkék a könyvtárszobában. Versek; Kairosz, Bp., 2017
- Szőrén az időt. Válogatott és új versek; Kairosz, Bp., 2022

## Díjai, elismerései
- JAK-ösztöndíj (1985)
- Móricz Zsigmond-ösztöndíj (1986)
- clevelandi József Attila-díj (1988)
- József Attila irodalmi díj
- Kölcsey-díj (1994)
- Pilinszky-díj (1996)
- Márton Áron-emlékérem (2012)[1]
- Balassi Bálint-emlékkard (2016)
- A Magyar Érdemrend lovagkeresztje (2020)